# Ales (Automarke)
Ales war eine japanische Automarke.

## Markengeschichte
Der Ingenieur Junya Toyokawa, der in den USA Maschinenbau studiert hatte, stellte 1921 im Unternehmen Hakuyosha Ironworks in Tokio Automobile her, die als Ales vermarktet wurden. Eine Quelle gibt an, dass die Produktion bis etwa 1924 lief, und eine andere bis 1926. Insgesamt entstanden zwölf Fahrzeuge.
Erfolgreicher war das Unternehmen mit dem Nachfolger, der zwischen 1924 und 1927 als Otomo vermarktet wurde und etwa 270 Käufer fand.

## Fahrzeuge
Das Model S hatte einen Motor mit 780 cm³ Hubraum und 7 PS Leistung. Der Frontmotor trieb die Hinterräder an. Einziger Aufbau war ein Phaeton mit zwei Sitzen. Die Vorstellung war 1921 und das Ende der Produktion 1924. Es waren Prototypen.
Das Model M war größer. Genannt werden Motoren mit 1610 cm³ Hubraum und 9 PS Leistung sowie mit 1770 cm³ Hubraum und 12 oder 20 PS Leistung. Sie waren wassergekühlt. Karosseriebauform war ebenfalls ein Phaeton, aber mit vier Sitzen. Die Vorstellung fand 1921 statt. Die Bauzeit lief von 1923 bis 1926.
Darauf folgten zehn weitere Fahrzeuge.
Eine andere Quelle gibt an, dass alles Vierzylindermotoren waren.